# 2024年10月中国大陆

## 10月4日
- 由於中華人民共和國長期補貼國內電動車產業造成不公平競爭，經過長達一年的反補貼調查後，歐盟成員國表決批准對從中國進口的電動汽車征收關稅，除了現有的對中國新能源車征收10%關稅外，歐盟委員會還可以隨時對中國製造的電動汽車征收35%的反補貼關稅。[1]

## 10月25日
- 余华英拐卖儿童案发回重审后，今日一审宣判，判处余华英死刑。[2]